# Siphonoconus covinnus
Siphonoconus covinnus är en mångfotingart som beskrevs av Christoph D. Schubart 1947. Siphonoconus covinnus ingår i släktet Siphonoconus och familjen Siphonotidae. Inga underarter finns listade i Catalogue of Life.